# Nebenkostenprivileg
Als Nebenkostenprivileg bezeichnete man die Umlagefähigkeit der Kabelanschluss-Kosten für den Radio- und Fernseh-Empfang in der Betriebskostenabrechnung bzw. Mietnebenkostenabrechnung in Deutschland.
Das Nebenkostenprivileg war in § 2 Nr. 15 der Betriebskostenverordnung (BetrKV) geregelt und besagte, dass die Kabelanschluss-Kosten vom Vermieter in der Abrechnung der Nebenkosten (geregelt im Mietvertrag) auf die Mieter umgelegt werden können. Meist bestanden also im Hintergrund Sammelverträge oder Mehrnutzerverträge mit einem Kabelnetzbetreiber. Die monatlichen Kosten des Betriebs der dafür notwendigen Netze und die erforderlichen Urheberrechtsabgaben trugen die Mieter im betroffenen Haus über die Nebenkostenabrechnung, selbst wenn sie den Radio- und Fernseh-Empfang über den Kabelanschluss gar nicht nutzten. Diese Regelung stellt eine Besonderheit dar und wurde auch in der Financial Times als unusual law bezeichnet.
Das Nebenkostenprivileg endete am 30. Juni 2024. Vorteil der Neuregelung für die Mieter ist, dass sie nur noch für Leistungen zahlen müssen, welche sie nutzen möchten. Ein Nachteil ist, dass die Kabelfernsehnutzer mit höheren Gebühren für den Radio- und Fernseh-Empfang rechnen müssen, da die günstigen langfristigen Verträge über die Vermieter enden.
In Abgrenzung zum Radio- und Fernseh-Empfang ist der Internetzugang über den Kabelanschluss getrennt zu betrachten, da dieser bisher und weiterhin direkt zwischen Nutzer (Mieter) und Internetprovider durch einen eigenen unabhängigen Nutzungsvertrag erfolgt.

## Geschichte
Das Relikt aus den 1980er Jahren sollte die Kabelnetzversorgung ankurbeln, hemmt aber dadurch die Wahlfreiheit der Verbraucher und den Wettbewerb. Dies wurde auch seitens der Verbraucherzentralen kritisiert. Außerdem ist mit der Fusion von Vodafone und Unitymedia eine Monopolstellung beim Kabelfernsehen in Deutschland entstanden. Die Zustimmung der Wettbewerbsbehörden sowie der EU-Kommission zur Fusion wurde am 18. Juli 2019 erteilt.
Deshalb wurde vom Kabinett Merkel IV am 16. Dezember 2020 eine Telekommunikationsgesetz-Novelle beschlossen, in der unter anderem das Nebenkostenprivileg fallen soll. Die erste Lesung im Bundestag fand am 29. Januar 2021 statt. Dieses Vorhaben scheiterte jedoch im Februar 2021 an der Nichtzustimmung durch den Bundesrat. Der Bundestag stimmte am 22. April 2021 dem Gesetzentwurf der Bundesregierung zur Modernisierung des Telekommunikationsrechts in geänderter Fassung abschließend zu. Dieser legte das Ende des Nebenkostenprivilegs auf den 30. Juni 2024. Die Zustimmung des Bundesrats erfolgte am 7. Mai 2021.
Neben dem Wegfall der Umlage für den Breitbandkabelanschluss entfällt seit dem 1. Juli 2024 auch die Umlagefähigkeit für das Nutzungsentgelt für eine nicht zu dem Gebäude gehörende Antennenanlage nach § 2 Nr. 15 a Betriebskostenverordnung (BetrKV).